# Брайко Григорій Леонтійович
Григорій Леонтійович Брайко (або Бранковський) (початок 1740-х, місце народження невідоме — 1793, Відень) — журналіст, перекладач, видавець, дипломат.

## Життєпис
Походив зі шляхетного українського роду Брайко (рід). Вчився в Києво-Могилянській академії до класу філософії. Залишив її у зв'язку зі скаргою 22 студентів-філософів митрополиту Київському, Галицькому і всієї Малої Росії А. Магаданському на префекта М. Орловського, який наказав покарати кількох студентів, безпідставно звинувачених у крадіжці дров у Київського міщанина. Студенти вимагали відсторонити префекта від викладання, у разі невиконання цієї умови вони заявили, що підуть з КМА. Ректор С. Мисливський наказав префекту продовжити читання лекцій і не приймати бунтівних студентів. Деякі з них, в тому числі і Брайко, дотримали свого слова й у листопаді 1763 залишили КМА. У березні 1764 зарахований до Санкт-Петербурзької академії, де вивчав мови, юриспруденцію, математику. 1765 для завершення освіти виїхав до Німеччини, навчався у Кільському та Геттінгенському університетах. Повернувшись до Санкт-Петербурга на початку 1770-х років, Брайко отримав посаду перекладача з латинської та польської мов у історика М.Щербатова, який опрацював архів імператора Петра I. Брав також участь у підготовці до видання його листів та розпоряджень за 1704-06 (опубліковано 1774) й, очевидно, допомагав М. Щербатову при написанні праці «История Петра Великого». 1778 перейшов працювати у Державну колегію закордонних справ в чині радника. Його дипломатична кар'єра розпочалася з посади радника російського посольства у Венеції (1783), де послом був С. Р. Воронцов, брат відомого, впливового при дворі діяча О. Р. Воронцова. Воронцови високо цінували освіченість Брайка і намагалися сприяти його кар'єрі. Коли 1784 С. Р. Воронцова було призначено послом в Англію, він просив брата допомогти Брайку одержати там посаду радника. 1789 його перевели з Венеції до Відня радником російського посольства, де він і помер.
Брайко заслужив немилість у правлячих колах своїм свободолюбством та гідністю, був типовим представником Київської освіченості у Санкт-Петербурзі. Знання мов, захоплення ідеями французького просвітництва, віра у просвіченого монарха, який правитиме державою, спираючись на справедливі закони, породжували у Брайка та інших вихованців КМА прагнення прислужитися суспільству своїми знаннями і цим сприяти його реформуванню. Брайко займався перекладами, працював у журналі І.Богдановича «Собрания разных сочинений и новостей», а потім протягом 1778-81 видавав власний щомісячний журнал «Санкт-Петербургский вестник». Його видавнича діяльність припала на час, коли імп-ця Катерина II відмовилася від реформ, ліквідувала Комісію зі складання проекту Нового Уложення законів Російської імперії, на яку освічені кола Росії й України покладали великі надії. Знаючи європейську видавничу практику, Брайко намагався зробити свій журнал цікавим для широкого кола читачів. «Санкт-Петербургский вестник» складався з двох частин: у першій публікувалися наукові статті з географії, історії, медицини, переклали класичної та тогочасної європейської літератури (твори Сапіро, Анулея, Бомарше, Вольтера, Д. Дідро, Лессінґа та інших), підбірки сентенцій; у другій — урядові та царські укази, офіційні повідомлення. У своєму, журналі Брайко, по суті, започаткував наукову бібліографію. У рубриці «Известия о новых книгах» було надруковано 169 рецензій на російські та зарубіжні книги. У його журналі друкувалися Г. Державін, М. Львов, Ф. Ковельський, вчені-академіки А. Шльоцер, Й. Ґеорґі, Я. Штелін, А. Ґільденштедт та ін. Спрямованість журналу виявлялася з опублікування у першому номері замість редакційної передмови «фрагментів і думок», запозичених у різних авторів, де наскрізною ідеєю було визнання природного права, за яким кожна людина є особисто вільною. Не дивно, що у № 6 за 1780 була опублікована «Ода» Г. Державіна, відома під назвою «Властителям й судиям», антисамодержавний зміст якої викликав незадоволення у влади. Сторінки з «Одою» були вирізані, а незабаром і журнал припинив своє існування з причин, що не залежали від видавця, а самого видавця було відправлено у Венецію з негласною забороною займатися літературною та перекладацькою діяльністю. «Санкт-Петербургский вестник» був одним з найкращих періодичних видань Росії того часу. Його передплачували і на Лівобережній Україні: бунчуковий товариш Осип Маркевич у Ромнах, чернігівський полк.
П. Милорадович, архім. Черніг. Троїцького Іллінського монастиря Паїсій, єп. Чернігівський і Новгород-Сіверський Ф. Ігнатович, гетьман К. Розумовськии та ін. Б. опублікував кілька своїх перекладів: з латинської мови — твір «Разговор, содержащий жалобу на супружество, между Евламиею й Ксантипою» Е. Роттердамського.
Брайко не нажив маєтностей. Після його смерті сім'я залишилася без засобів до існування. Він сам писав про себе, що «нищ й сир», проте має «благородний образ мислей», якими не сором похвалитися перед цілим світом.

## Джерело
- Енциклопедичний довідник «Києво-Могилянська академія в іменах XVII–XVIII ст.»

| Микола Василько | Це незавершена стаття про українського дипломата. Ви можете допомогти проєкту, виправивши або дописавши її. |

1. 1 2 3  Словарь русских писателей XVIII века. Выпуск 1: А—И / под ред. А. М. Панченко — 1988. — С. 123–124. — ISBN 5-02-027972-2